# Azoturia
L'azoturia è un esame di laboratorio che indica la presenza di azoto non legato a proteine nelle urine. L'urea urinaria (o azoturia) è il prodotto del metabolismo delle sostanze azotate e viene escreta con le urine. 
La quantità eliminata varia secondo il contenuto proteico introdotto con l'alimentazione.
È consigliabile eseguire l'esame sulle urine delle 24 ore: ad una determinata ora della giornata si urina per svuotare la vescica, e l'urina si getta.
Da quel momento in poi si raccolgono le urine emesse fino al giorno successivo alla medesima ora corrispondente a quella in cui si è iniziata la raccolta, aggiungendo anche quest'ultima alle urine già raccolte, ottenendo così la raccolta completa delle 24 ore.
La determinazione dell'azoturia viene determinata per valutare il cosiddetto bilancio azotato, in quanto la quantità di azoto introdotta con l'alimentazione è uguale a quella emessa con le urine o con le feci; è inoltre indicativa dello stato funzionale dei reni.